# Symphonie funèbre
SORG MUSIK vid Högst Salig Hans Kongl. Maÿsts KONUNG GUSTAF IIIs Bisättning av Joseph Martin Kraus komponerades 1792 som musik för begravningsceremonierna (utläggning) av den svenska kungen Gustav III. Fyra-rörelsearbetet utfördes den 13 april 1792 i Stockholms Riddarholmskyrkan, de svenska monarkernas traditionella grav. Senast 1804 har det varit känt under namnet Symphonie funèbre (i Bertil van Boer's katalog över verk under nummer VB 148).
Alla fyra rörelserna är i långsamt tempo. En inledande, högtidligt bärt Andante mesto med dämpade timpani och trumpeter följs av en rytmiskt profilerad Larghetto, som en skrikdans, med melodiskt arioska egenskaper. Den tredje satsen heter helt enkelt Choral och består av en enkel fyrdelad miljö över den första versen av den protestantiska hymnen Låt oss thenna krop begrava av Michael Weisse (1531). Finalen börjar i Adagio, där koralen bearbetas som en cantus firmus-rörelse såväl som en fuga (med ett rytmiskt förändrat tematiskt huvud). Cykeln avslutas med en retur av timpani-induktionen från Andante mesto. Instrumentationen, med två obo vardera, klarinetter och fagott, fyra horn, två trumpeter, timpani och strängar, tjänar främst de låga registren.
Genetiskt och musikaliskt finns det en nära relation till begravningskantaten (VB 42) som utfördes den 14 maj 1792, som är modellerad både i text (Carl Gustav Leopold) och formellt på konventioner om Passion. Denna tvådelade begravningsmusik för Gustav III - bestående av symfoni och kantata - utgör den musikaliska höjdpunkten och slutet av den korta men kulturellt lysande "Gustavianska åldern".